# Списание
Списанието е печатно периодично издание.
Както вестниците, то обикновено е адресирано до определена група читатели и формира тяхното мнение. За разлика от вестниците обикновено има по-малък формат, по-голям обем, страниците са скачени, има корици, по-необвързано с ежедневието съдържание, по-обширни и задълбочени материали и по-рядка честота на излизане.
С навлизането на компютърната обработка и предпечат през 1980-те години много от списанията се отпечатват на луксозна гланцирана хартия, с висококачествен печат и фотографии и изобилстват от рекламни послания.
Първото българско списание е „Любословие“, 1842 г., издател – Константин Фотинов, Смирна (Измир).
| Вид – Списание:                                                                        |
| -------------------------------------------------------------------------------------- |
| изобразително изкуство, първото – „Изкуство“, 1895 г.                                  |
| икономическо, първото – „Журнал за наука, занаят и търговия“, издадено от Иван Богоров |
| литературна критика, първо – „Критика“ на Кръстю Кръстев                               |
| младежко туристическо, първото – „Млад турист“                                         |
| природо-научно, първото – „Светулка“                                                   |
| радио-списание, „Радиолюбител“, 1927 г.                                                |
| спортно, първото – „Ловец“, 1895 г.                                                    |

## Списания в България
- литературни:
  - „Български месечник“ – тримесечно (1997 – 2000)
  - „Витамин Б“
  - списание „Й“ – два пъти годишно (от 2021 г.)
  - електронното списание „Литературен клуб“ – месечно (от 1998 г.) (Сдружение Литературен клуб)
  - „Море“ (от 1980 г.)
  - „Панорама“
  - „Сезон“ – тримесечно
  - „Страница“ – тримесечно (от 1997 г.)
  - „Струма“
  - „Съвременник“ – тримесечно (от 1971 г.) (Вестникарска група България)
  - „Факел“ – тримесечно (1981 – 2011) (Факел експрес)

- културни
  - „ЛИК“,
  - L'Europeo – двумесечно (от 2008 г.)

- младежки и лайфстайл
  - „Егоист“ – месечно (1996 – 2006)
  - „Едно“
  - „Браво“

- женски
  - „Ева“
  - „Космополитън“

- модни
  - „Лада“

- спортни
  - Club S1

- музикални
  - „Ритъм“

- обществено-политически,
  - “Тема“ – седмично (2001 – 2015) („Тема нюз“ АД)

- научни
  - „Език и литература“ (от 1946 г.)
  - „Български език и литература“ (от 1947 г.)
  - „Български език“ (от 1951 г.)
  - „Литературна мисъл“ (1957 г.)
  - „Проглас“ (от 1991 г.)
  - „Езиков свят“ (от 2000 г.)
  - „Светът на физиката“
  - „Философски алтернативи“ (от 1992 г.)
  - „Исторически преглед“ (от 1945 г.)

- научнопопулярни
  - „Обекти“
  - „BBC Знание“
  - „Да знаем повече“
  - „Списание Инфо“

- еротични
  - „Плейбой“ (бълг. изд. от 2002 г.)
  - „Пентхаус“
  - „Максим“

и др.
В годините на Студената война сред най-продаваните и харесвани списания в България е „Паралели“, издание на БТА.